# El Colorado, Jaral del Progreso
El Colorado är en ort i Mexiko.   Den ligger i kommunen Jaral del Progreso och delstaten Guanajuato, i den centrala delen av landet, 220 km väster om huvudstaden Mexico City. El Colorado ligger 1 743 meter över havet och antalet invånare är 207.
Terrängen runt El Colorado är varierad. Runt El Colorado är det ganska tätbefolkat, med 172 invånare per kvadratkilometer. Närmaste större samhälle är Valle de Santiago, 19,1 km väster om El Colorado. Trakten runt El Colorado består till största delen av jordbruksmark.